# Айзекс, Руфус (математик)
Руфус Филипп Айзекс (1914 — 1981) — американский математик. Работал в области теории функций, теории графов, теории чисел, аэродинамики и оптимизации. Получил известность в 60-е годы XX века за работу в области дифференциальных игр.

## Биография
Из еврейской семьи. Его отец Филип Саймон Айзекс был успешным бизнесменом, мать Элис Кон — домохозяйкой. Получил степень бакалавра в Массачусетском технологическом университете в 1936 году, степени MA и PhD — в Колумбийском университете в 1942 году.
После Второй Мировой войны до 1947 года работал в Университете Нотр-Дам.
С 1948 года до зимы 1954—1955 годов работал в RAND Corporation с такими учеными, как Р. Беллман, Д. Блэкуэлл, Л. Берковиц, С. Карлин, Дж. Нэш, У. Флеминг, Л. Шепли. Большинство его работ в этот период засекречены и остались неизвестными. Впоследствии работал на предприятиях оборонной и авиационной промышленности.
В 1965 году опубликовал фундаментальную работу по теории дифференциальных игр, в которой исследовались антагонистические игры преследования, оказавшую значительное влияние на развитие динамического программирования и оптимального управления.
Был с 1942 года женат на Роуз Байков (Биков, 1912—2004), дети — две дочери.

## Основная работа
- Isaacs, Rufus Differential Games. — John Wiley and Sons, 1965.

На русском языке:
- Айзекс, Р. Дифференциальные игры. — М.: Мир, 1967.